# 1,2-Dichloroéthène
Le 1,2-dichloroéthène ou 1,2-dichloroéthylène est un alcène chloré de formule semi-développée CHCl=CHCl. C'est un puissant solvant très inflammable. Il ne doit pas être confondu avec le 1,2-dichlorure d'éthylène, nom ancien du 1,2-Dichloroéthane.

## Usages
C'est un intermédiaire de synthèse de solvants et de composés chlorés.
Il est surtout utilisé comme solvant de résines, graisses, parfums, colorants, laques, plastiques thermosensibles, phénols, etc., utilisé aussi pour extraire à froid des produits sensibles à la chaleur (caféine, caoutchouc, matières grasses parfumées, etc).
Il est utilisé dans certains dégraissants de métaux.

## Toxicité
Un de ses isomères, le cis-1,2-dichloroéthylène, est mutagène in vitro, mais les données toxicologiques disponibles ne laissent pas penser qu'il est cancérigène.